# Joan Carreras i Goicoechea
Œuvres principales
Cafè Barcelona
Joan Carreras i Goicoechea, né le 22 juillet 1962 à Barcelone, est un écrivain, journaliste et scénariste catalan,,.

## Biographie
Fils de Joan Carreras i Martí,  il est professeur agrégé à la Faculté de communication de Blanquerna, où il enseigne le journalisme digital. Il a travaillé pendant une dizaine d'années à la société de radiodiffusion Corporació Catalana de Mitjans Audiovisuals, où il a été le directeur du Canal 33 et responsable de la création du programme Info-K. Sur le site 324.cat, il a expérimenté avec de nouveaux formats et narrations digitales. Il a également travaillé pour plusieurs journaux, comme Avui, Diari de Barcelona et El Temps.
Cafè Barcelona (Edicions Proa) est le cinquième roman de Joan Carreras. Ses personnages, souvent, ne expriment pas ce qu'ils signifient vraiment. Ils ont des secrets. Ils se déplacent entre Amsterdam et Barcelone, et le blâme les poursuit. L'auteur leur donne une autre opportunité. Le roman a reçu le prix Ciutat de Barcelona en 2014.
En 2014, il a également reçu le prix Sant Jordi du roman pour son roman L'àguila negra.

## Œuvres

### Nouvelles
- 1990 : Les oques van descalces (Quaderns Crema)
- 1993 : La bassa del gripau (Quaderns Crema)

### Romans
- 1998 : La gran nevada (Empúries)[9]
- 2003 : Qui va matar el Floquet de Neu (Empúries)
- 2009 : L'home d'origami (Amsterdam)[10]
- 2012 : Carretera secundària (Proa)[11]
- 2013 : Cafè Barcelona (Proa)
- 2015 : L'àguila negra

## Prix et distinctions
- 2012 - Prix Littéraires de Cadaqués - Carles Rahola de periodisme. Postals de la nostàlgia des de Cadaqués
- 2014 - Prix Ciutat de Barcelona de littérature catalane pour son livre Cafè Barcelona
- 2014 - Prix Sant Jordi du roman pour son livre L'àguila negra